# Hugo Zabalza
Pour les articles homonymes, voir Zabalza (homonymie).
Pas d'image ? Cliquez ici

a Compétitions nationales et continentales officielles uniquement.

Dernière mise à jour le 11 juin 2025.
Hugo Zabalza, né le 12 avril 2000, est un joueur français de rugby à XV qui évolue au poste de demi de mêlée.

## Biographie
Né à Dax et ayant grandi dans la commune voisine de Saint-Vincent-de-Paul, Hugo Zabalza intègre l'école de rugby du Saint-Paul Sports, à Saint-Paul-lès-Dax,. Il rejoint par la suite celle de l'Union sportive dacquoise voisine pendant la saison 2015-2016,.
À 16 ans, il intègre les équipes de jeunes de l'Aviron bayonnais. Il participe à sa première rencontre avec l'équipe première professionnelle lors de la saison 2019-2020, affrontant le RC Toulon dans le cadre du Challenge européen. Il participe également sous le maillot bayonnais à l'édition inaugurale du Supersevens, championnat de rugby à sept entre équipes de Top 14.
La saison suivante, il est appelé en équipe première pour disputer une dizaine de rencontres de Top 14,. Au terme du championnat, l'Aviron bayonnais termine à la 13e place et doit de fait disputer le barrage d'accession au Top 14 sur le terrain du finaliste de Pro D2. Participant à la rencontre, Zabalza et son club s'inclinent contre le Biarritz olympique, synonyme de relégation en Pro D2 en remplacement de son adversaire du jour. Malgré la descente en 2e division, et alors qu'il est déjà contrat jusqu'en 2022, il prolonge néanmoins son contrat pour deux saisons supplémentaires. En manque de temps de jeu et alors que le club basque remonte en Top 14, Zabalza est prêté pour six mois au RC Vannes en Pro D2, jusqu'à la fin de l'année civile 2022. Il rejoint ensuite au mois de janvier 2023 l'Union Bordeaux Bègles en tant que joker médical pour le reste de la saison, palliant l'absence de Yann Lesgourgues dans l'effectif girondin de Top 14.
À l'intersaison 2023, il est libéré de sa dernière année de contrat par l'Aviron bayonnais ; il rejoint ainsi le Stade français Paris afin de pallier le départ à la retraite soudain de William Percillier.
En manque de temps de jeu, notamment à cause d'une blessure, il est prêté à l'Union sportive montalbanaise pour la saison 2024-2025, faisant son retour en Pro D2 ; avant la fin de saison, Zabalza et l'USM prolongent leur collaboration pour les deux années à venir. Après une qualification en phase finale, le club tarn-et-garonnais décroche son accession en Top 14 malgré sa 6e place, s'imposant en déplacement lors du barrage et de la demi-finale puis contre le première de la phase régulière en finale, le FC Grenoble en finale ; la prestation de Zabalza en finale, associé à la charnière à Jérôme Bosviel, est notamment remarquée.

## Palmarès
- Championnat de France de 2e division :
  - Vainqueur : 2025 avec l'US Montauban.